# F.L.Y. (Phantasialand)
F.L.Y. is een stalen vliegende achtbaan in het Duitse attractiepark Phantasialand. De attractie is gebouwd door Vekoma naar een aangepast model van de Flying Dutchman.

## Geschiedenis
In 2016 werd begonnen met de afbraak van de attractie Race for Atlantis. Na de sloop van Race for Atlantis werd de grond gereed gemaakt voor de bouw. In 2018 werden de achtbaanonderdelen geleverd. Een jaar later, op 25 april 2019, was de baan van F.L.Y. compleet. De achtbaan opende op 17 september 2020 in het themagebied Rookburgh. Dit gebeurde zonder een vooraankondiging of reclame.
Deze achtbaan vormde in 2023 de inspiratie voor het Suske en Wiske-album De Rookburgh Rookies. In dit album komen de vrienden tijdens een rit in de achtbaan in het oude Rookburgh terecht waar ze de bevolking proberen te redden van de gemene robot An Traciet die Rookburgh vervuilt met goorkool om stoom te kunnen verkopen aan de rijken.

## Opzet

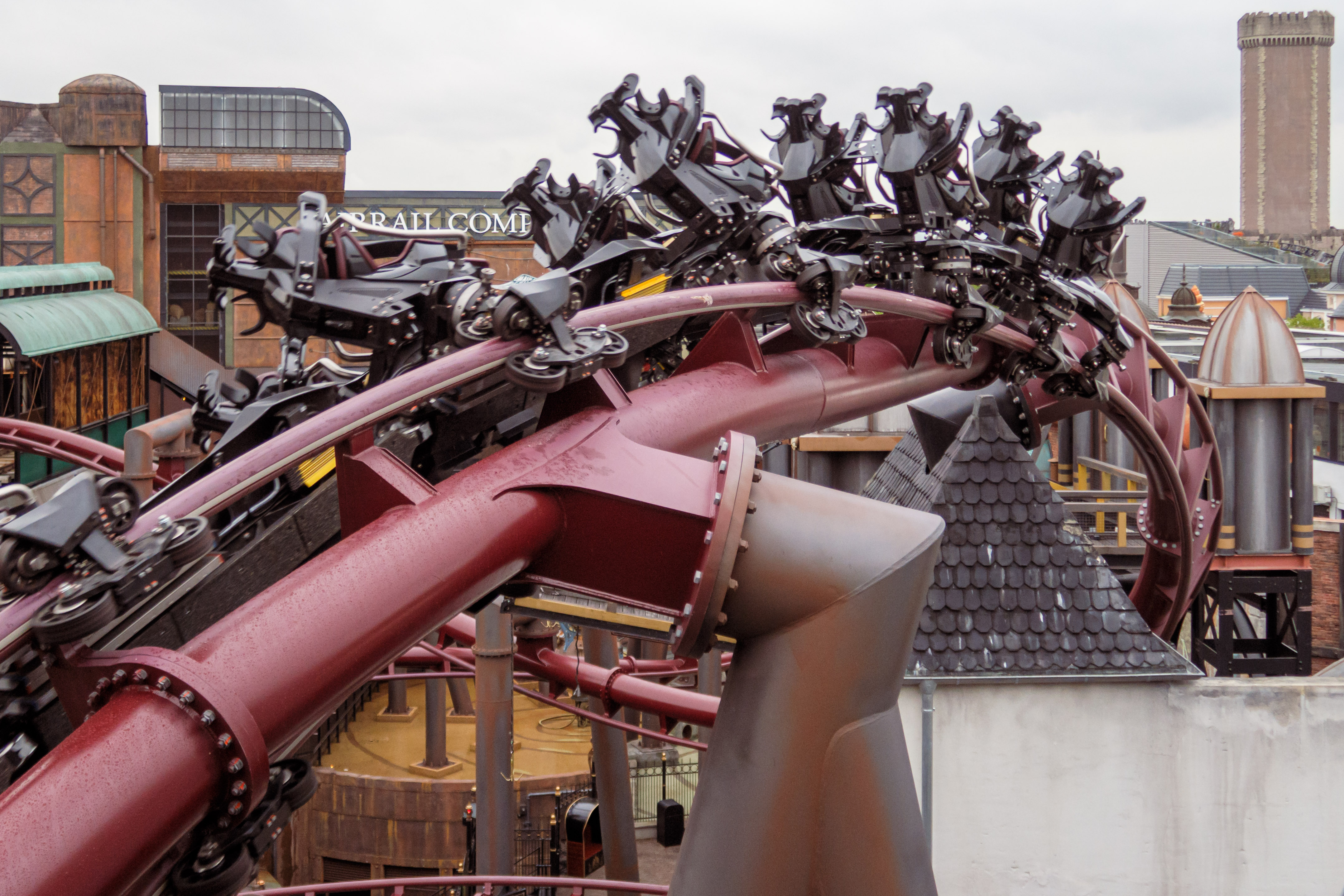
Eén van de treinen

De attractie met een donkerrood achtbaanspoor gaat dwars door het sub-themagebied Rookburgh heen, dit themagebied kenmerkt zich door de steampunkstijl. Het spoor kruist zichzelf meerdere keren en passeert onder en boven diverse wandelpaden waar bezoekers lopen. Tijdens de rit scheert de trein rakelings langs bebouwing en het decor. De gehele rit is 1150 meter lang en telt twee inversies. F.L.Y. is hiermee de langste vliegende achtbaan ter wereld. De wachtrij is grotendeels overdekt. In de wachtrij worden de veiligheidsinstructies per minifilm uitgelegd. Tevens moeten alle bezoekers door een metaaldetector om te voorkomen dat ze losse voorwerpen tijdens de rit meenemen. Deze dienen voorafgaand aan de rit in één van de kluizen in het station te worden gelegd. Ook tassen dienen hierin te worden gelegd. Hiervoor worden in de wachtrij speciale bandjes uitgereikt. Na afloop kunnen de spullen weer worden opgehaald en dient het bandje te worden ingeleverd. Dit is om te voorkomen dat dergelijke voorwerpen op bezoekers vallen die onder het spoor lopen.
Er is een fast lane, maar pasjes hiervoor worden alleen uitgereikt aan gasten van het Hotel Charles Lindbergh.